# Till Death Do Us Part
Till Death Do Us Part je sedmi, i zasad posljednji, studijski album američke hip hop grupe Cypress Hill, izdan je 2004. godine. 
Ovim albumom grupa se dodatno udaljava od svog prepoznatljivog zvuka s prva četiri album, te uz rock, eksperimentira i s reggae glazbom, što je posebno uočljivo na prvom singlu s albuma "What 's Your Number?", inače snimljenom na glazbenoj podlozi pjesme "The Guns Of Brixton" grupe The Clash i na pjesmi "Ganja Bus" na kojoj gostuje Damian Marley (sin reggae legende Bob Marleya).

## Popis pjesama
1. "Another Body Drops" (Freese, Muggerud, Reyes) – 3:50
2. "Till Death Comes" (Freese, Muggerud) – 3:30
3. "Latin Thugs" (featuring Tego Calderon) (Calderon, Freese, Maman, Reyes) – 3:46
4. "Ganja Bus" (featuring Damian Marley) (Freese, Reyes) – 3:42
5. "Busted in the Hood" (Freese, Horowitz, McDaniels, Muggerud, Rubin, Simmons) – 4:03
6. "Money" (Freese, Muggerud, Reyes) – 3:33
7. "Never Know" (Freese, Muggerud) – 3:14
8. "Last Laugh" (featuring Prodigy and Twin) (Bradford, Freese, Johnson, Jones, Muggerud, Raheem, Reyes) – 3:42
9. "Bong Hit" (Muggerud) – 1:20
10. "What's Your Number?" (featuring Tim Armstrong) (Freese, Muggerud, Simonon) – 3:50
11. "Once Again" (Freese, Muggerud) – 3:48
12. "Number Seven" (Muggerud) – 0:50
13. "One Last Cigarette" (Freese, Muggerud, Piccioni) – 2:46
14. "Street Wars" (Freese, Muggerud) – 2:42
15. "Till Death Do Us Part" (Freese, Nassar) – 3:54
16. "Eulogy" (Freese, Muggerud) – 1:08

## Izvođači
- B-Real – pjevač
- Sen Dog – pjevač
- DJ Muggs – produkcija, miksanje
- Eric Bobo – bubnjevi

## Top ljestvica

### Albuma
| Godina | Ljestvica              | Pozicija |
| ------ | ---------------------- | -------- |
| 2004.  | The Billboard 200      | #21      |
| 2004.  | Top R&B/Hip-Hop Albums | #23      |

### Singlova
| Godina | Singl                | Ljestvica                 | Pozicija |
| ------ | -------------------- | ------------------------- | -------- |
| 2004.  | "What's Your Number" | UK Top Ljestvica Singlova | #44      |
| 2004.  | "Latin Thugs"        | Hot Rap Tracks            | #66      |

## Vanjske poveznice
- allmusic.com  Arhivirana inačica izvorne stranice od 21. ožujka 2021. (Wayback Machine) - Till Death Do Us Part